# Victor Amadeus al II-lea al Sardiniei
Victor Amadeus II, italiană Vittorio Amedeo II (n. 14 mai 1666, Torino, Ducatul de Savoia – d. 31 octombrie 1732, Moncalieri, Piemont, Italia) a fost Duce de Savoia din 1675 până în 1730. De asemenea el mai deținea titlurile de marchiz de Saluzzo, marchiz de Monferrato, prinț de Piemont, conte de Aosta, Moriana și Nizza.
Mama sa, Marie Jeanne de Savoia, a fost regentă din 1675 până în 1684. Victore Amadeus a devenit rege al Siciliei (1713-1718) însă a fost forțat să-și schimbe titlul în cel de rege al Sardiniei (1720-1730).

## Copilăria și tinerețea
Victor Amadeus s-a născut la Torino ca fiu al lui Carol Emanuel al II-lea, Duce de Savoia și a celei de-a doua soții, Marie Jeanne de Savoia. Numit după bunicul patern Victor Amadeus I el a fost singurul lor copil. La naștere a primit titlul de Prinț de Piemont, titlul tradițional al moștenitorului ducatului de Savoia. A fost un copil slab iar sănătatea sa a fost monitorizată intens.
Tatăl său a murit în iunie 1675 la Torino la 40 de ani de febră convulsivă. Victor Amadeus i-a succedat tatălui său la vârsta de nouă ani sub regența mamei sale. În 1677, în timpul regenței Mariei Jeanne, ea a aranjat o căsătorie între Victor Amadeus și verișoara lui primară, Infanta Isabel Luísa a Portugaliei, moștenitoarea prezumptivă a tatălui ei, Petru al II-lea și a mătușii lui Victor Amadeus.
Mama lui l-a îndemnat să fie de acord cu căsătoria iar acest lucru ar fi însemnat ca Marie Jeanne să preia permanent controlul în ducatul de Savoia ca regentă deoarece fiul ei ar fi trăit în Portugalia cu noua soție. La moartea ei, ducatul ar fi revenit regatului Portugaliei. Victor Amadeus a refuzat. În ciuda unui contract de căsătorie semnat între Portugalia și Savoia la 15 mai 1679, căsătoria dintre Victor Amadeus și Infanta a fost anulată.
Alte candidate au fost Maria Antonia de Austria, Maria Sofia de Neuburg și Anna Maria Luisa de' Medici. Sub influența lui Ludovic al XIV-lea și a mamei sale, Victor Amadeus s-a căsătorit cu prințesa franceză Anne Marie d'Orléans. Mama lui a fost încântată de această căsătorie și întotdeauna a promovat interesele franceze. Victor Amadeus s-a folosit de aliați politici pentru a obține sprijinul de a încheia perioada de putere a mamei sale la 14 martie 1684.